# Країна супергероїв. Дякуємо волонтерам (монета)
Країна супергероїв. Дякуємо волонтерам — пам'ятна монета НБУ присвячена українським волонтерам. Введена в обіг 4 грудня 2023.

## Опис та характеристики монети
| Номінал грн. | Метал      | Маса, грам | Діаметр, мм. | Якість виготовлення       | Гурт     | Тираж, штук |
| ------------ | ---------- | ---------- | ------------ | ------------------------- | -------- | ----------- |
| 5            | нейзильбер | 16.54      | 35,0         | спеціальний анциркулейтед | рифлений | 50 000      |

### Аверс
На аверсі монети розміщено: у центрі на дзеркальному тлі — стилізоване зображення рук під час плетіння маскувальної сітки, що символічно розкриває волонтерство як одну з багатьох форм допомоги, всебічної підтримки та є втіленням сили і єдності нації в часи надважких випробувань; угорі — малий Державний Герб України; написи півколом: рік карбування монети 2023, УКРАЇНА (унизу ліворуч), П'ЯТЬ ГРИВЕНЬ (унизу праворуч); логотип Банкнотно-монетного двору Національного банку України.

### Реверс
На реверсі монети розміщено стилізовану карту України у вигляді маскувальної сітки як символу об'єднаної країни, що «переплетена» та згуртована задля досягнення спільної мети — Перемоги.

## Автори
- Художник — Резніков Олександр
- Скульптори — Атаманчук Володимир, Дем'яненко Володимир[3]

## Вартість
Під час введення монети в обіг 2023 року, Національний банк України реалізовував монету за ціною 98 гривень.
Фактична приблизна вартість монети, з роками змінювалася так
| Рік        | 2024 | 2025 | 2026 |
| ---------- | ---- | ---- | ---- |
| Ціна, грн. | 330  | 320  |      |